# Tortolena dela
Tortolena dela là một loài nhện trong họ Agelenidae.
Loài này thuộc chi Tortolena. Tortolena dela được Ralph Vary Chamberlin & Wilton Ivie miêu tả năm 1941.